# Кавабата, Масато
Масато Кавабата (яп. 川畑 真人, род. 15 октября 1977, Осака, Япония) — японский профессиональный автогонщик, выступающий в серии D1 Grand Prix за команду Team TOYO TIRES DRIFT. Трёхкратный чемпион D1 Grand Prix, победитель Интерконтинентального кубка ФИА по дрифту 2017 года. Дебют в D1 Grand Prix состоялся в 2002 году на 4 этапе на трассе Tsukuba Circuit, где в квалификационной попытке он набрал 100 баллов.

## Достижения в D1 Grand Prix

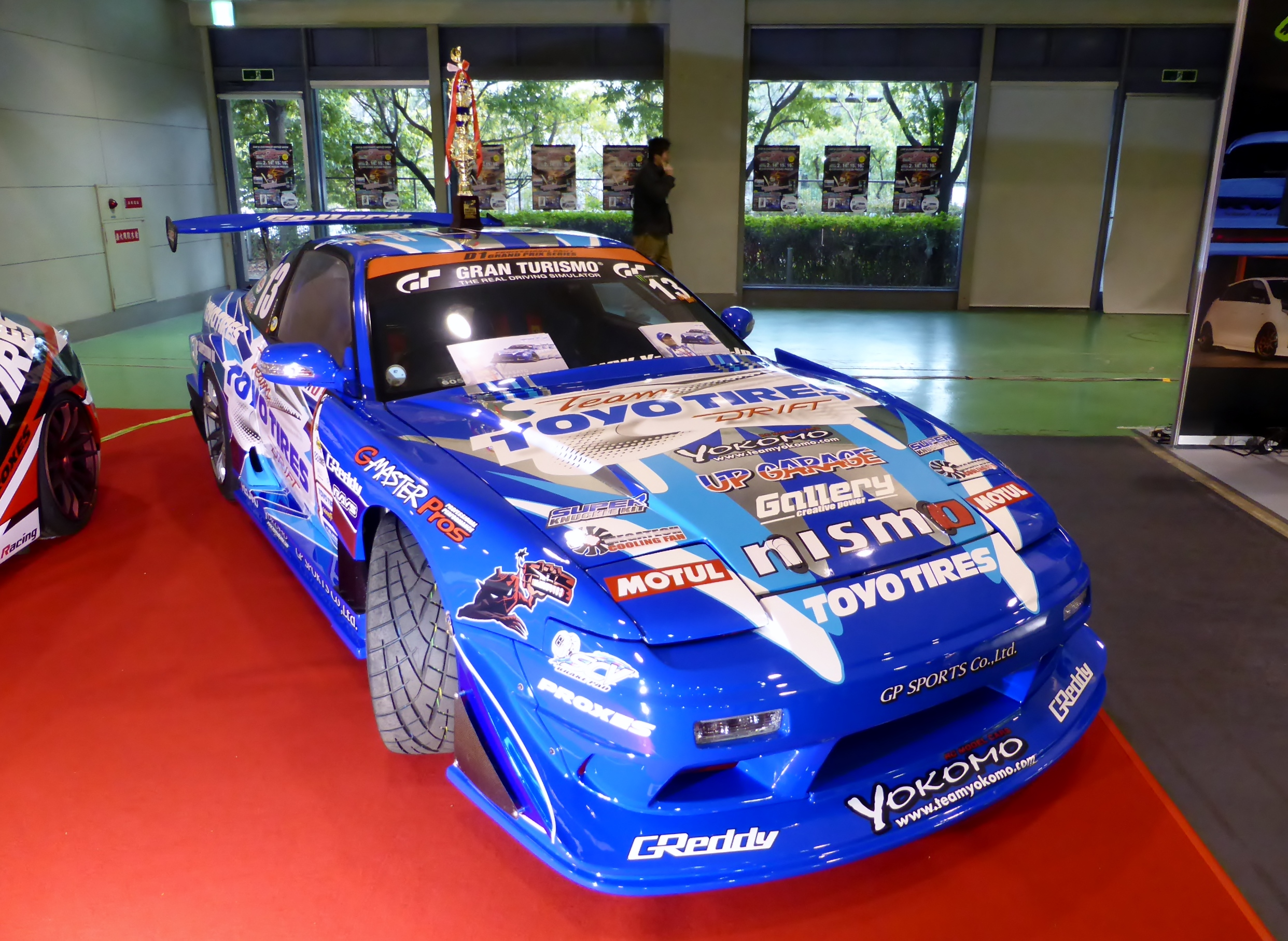
Nissan 180SX Масато Кавабаты на выставке Osaka Auto Messe в 2014 году

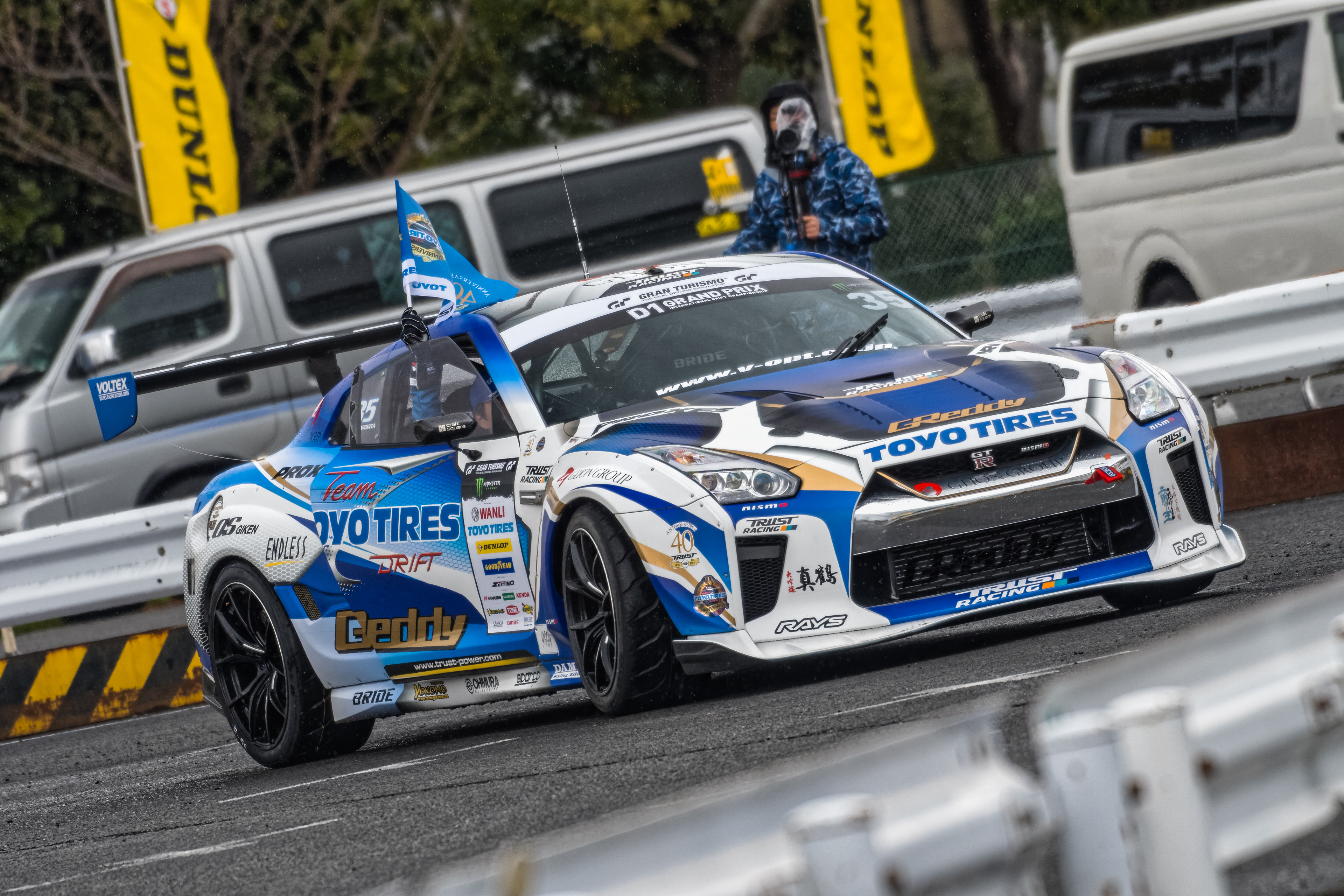
Nissan GTR Масато Кавабаты на первом этапе D1GP в 2017 году

| Год  | Место | Команда                              |
| ---- | ----- | ------------------------------------ |
| 2004 | 23    | -                                    |
| 2005 | 4     | -                                    |
| 2006 | 4     | -                                    |
| 2007 | 1     | Team TOYO with GP SPORTS             |
| 2008 | 6     | Team TOYO with GP SPORTS             |
| 2009 | 6     | Team TOYO TIRES DRIFT                |
| 2010 | 2     | Team TOYO TIRES DRIFT with GP SPORTS |
| 2011 | 5     | Team TOYO TIRES DRIFT with GP SPORTS |
| 2012 | 4     | Team TOYO TIRES DRIFT with GP SPORTS |
| 2013 | 1     | Team TOYO TIRES DRIFT with GP SPORTS |
| 2014 | 6     | Team TOYO TIRES DRIFT TRUST RACING   |
| 2015 | 1     | Team TOYO TIRES DRIFT TRUST RACING   |
| 2016 | 2     | Team TOYO TIRES DRIFT TRUST RACING   |
| 2017 | 5     | TOYO TIRES GLION TRUST RACING        |
| 2018 | 2     | TOYO TIRES GLION TRUST RACING        |
| 2019 | 12    | Team TOYO TIRES DRIFT                |
| 2020 | 6     | Team TOYO TIRES DRIFT                |
| 2021 | 18    | Team TOYO TIRES DRIFT                |
| 2022 | 2     | Team TOYO TIRES DRIFT                |
| 2023 | 9     | Team TOYO TIRES DRIFT                |

## Биография

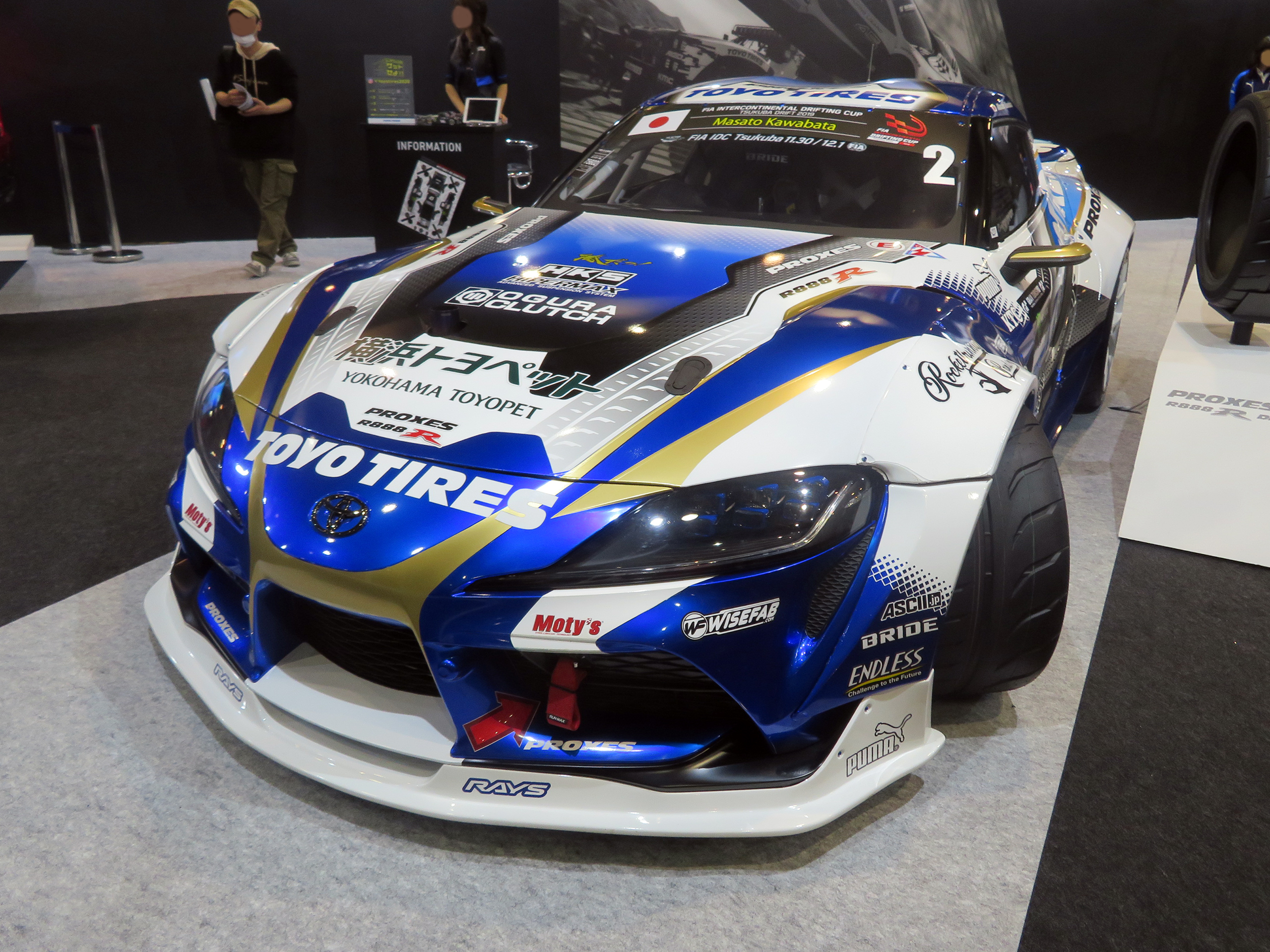
Toyota Supra A90 Масато Кавабаты на выставке Osaka Auto Messe 2020

Кавабата получил водительское удостоверение в 18 лет, и тогда же он купил Nissan 180SX. Он тренировался один, пока не встретил гонщика D1 Ацуси Курои, который начал обучать его. В 19 лет Кавабата принял участие в соревнованиях, спонсируемых дрифт-журналом, и занял первое место. В 21 год GP Sports начал спонсировать Kawabata с полной линейкой аэродинамических деталей. Кавабата и впервые появился в Гран-при D1 на 4-м этапе 2002 года.
Впервые в D1 Кавабата поднялся на подиум на 3-е место в 2005 году на 5-м этапе на трассе Фудзи Спидвей, став по итогу общего зачета чемпионата 4-м, но уже в следующем году одержал свою первую победу на той же трассе, снова заняв 4-е место в общем зачете. 2007 год оказался еще более результативным: Кавабата выиграл два этапа и победил в общем зачете, опередив на одно очко Нобусигэ Кумакубо. Снова стать чемпионом Кавабате удалось в 2013 и 2015 годах. 

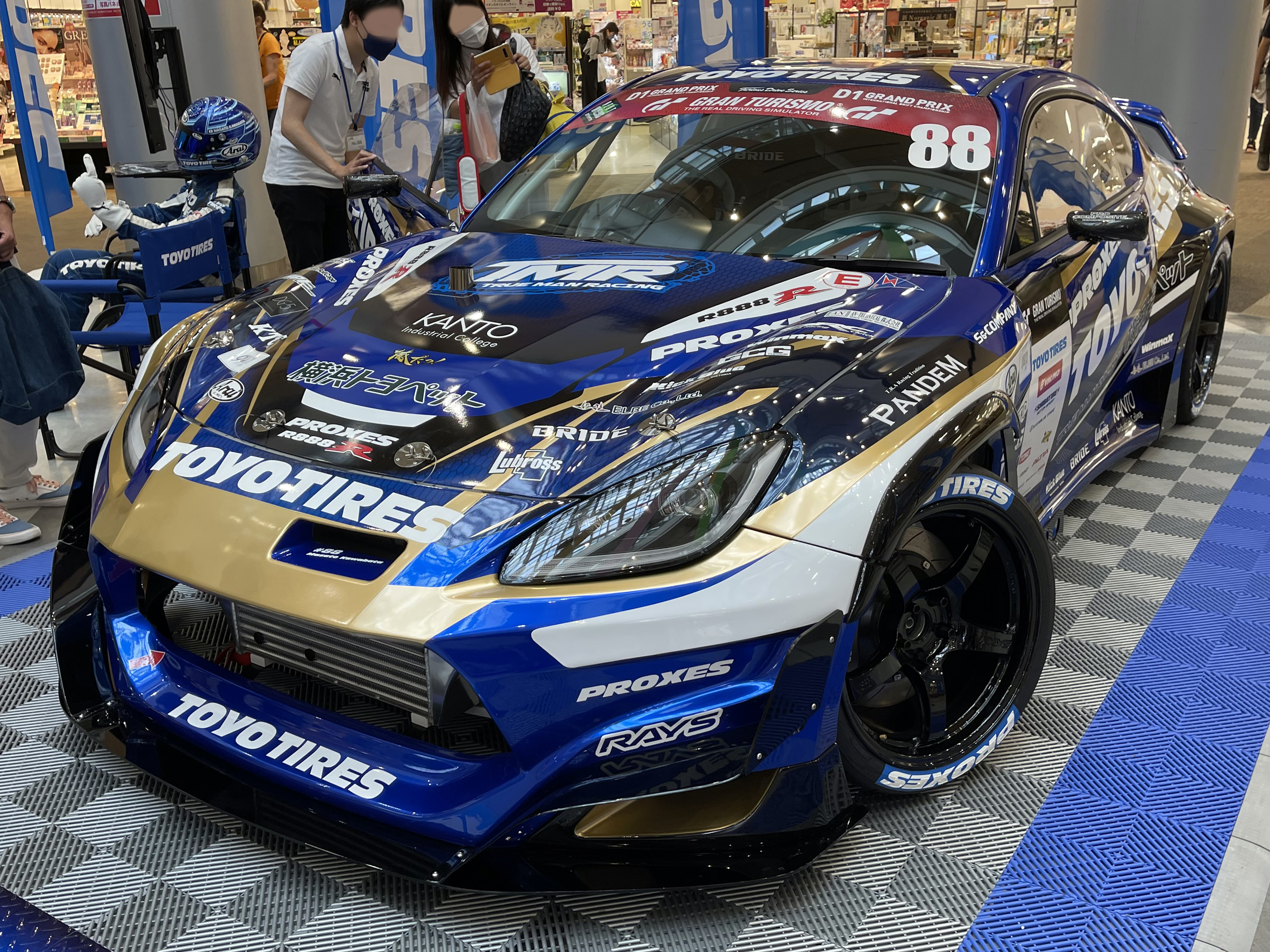
Toyota GR86 ZN8 Масато Кавабаты в 2022 году

В 2014 году пересел за руль Nissan GT-R R35 с родным двигателем VR38DETT, а в 2019 - за Toyota Supra A90, в которой с 1 по 6 этап 2019 года был установлен двигатель 2JZ-GTE объемом 3.4 литра мощностью 700 л.с., а на 7 в машину был установлен турбированный двигатель 3UZ-FE объемом 4.3 литра и мощностью 1000 л.с.. С 2022 года выступает на Toyota GR86 ZN8.

## Участие в Russian Drift Series GP
Перед сезоном 2019, команда ФОРВАРД АВТО вела переговоры с Team TOYO TIRES DRIFT об участии Масато Кавабата в RDS GP 2019, которые не увенчались успехом. ФОРВАРД АВТО заявила Масато Кавабата только на последний этап в Сочи, результатом которого стало второе место в квалификации (89 баллов) и 6 место на этапе.
Команда ФОРВАРД АВТО планировала включить Масато Кавабата в свои ряды на сезон 2020, однако в связи с пандемией COVID-19 японец не смог стать участником команды и на его место был взят Роман Тиводар.
В 2021 году выступал за команду ФОРВАРД АВТО на 1-4 этапах RDS GP. По итогам сезона занял 19 место.

## Winter Drift Battle и MOTUL Зимkhana
В 2019 и 2020 годах Масато Кавабата участвовал в зимних дрифт соревнованиях, проходящих в Красноярске, - Winter Drift Battle и MOTUL Зимkhana.
15 февраля 2019 года на пятом этапе Winter Drift Battle 2019 не прошел квалификацию с 91,33 баллами.
17 февраля 2019 года занял второе место в квалификации MOTUL Зимkhana 2019, но выбыл из борьбы в топ 16.
14 февраля 2020 года на пятом этапе Winter Drift Battle 2020 за команду ФОРВАРД АВТО занял 14 место в квалификации набрав 98,33 балла, но не прошел дальше топ 32. 16 февраля на MOTUL Зимkhana 2020 - 22 место в квалификации (87,50 баллов), выбыл в топ 8.

## Мировой рекорд
Масато Кавабата попал в Книгу рекордов Гиннеса установив рекорд на самый быстрый управляемый занос. Для этого был выбран автомобиль Nissan GT-R, специально построенный компанией Nismo для этого рекорда, который выдавал мощность 1500 л/c (1380 л/с). Максимальная скорость на постановке 350 км/ч, а скорость в самом управляемом заносе равнялась 299,96 км/ч и углом минимум 30 градусов.